# Chlamys (geslacht)
Chlamys is een geslacht van tweekleppigen uit de  familie van de Pectinidae (mantelschelpen). De naam van het geslacht werd voor het eerst geldig gepubliceerd in 1798 door Peter Friedrich Röding, die de nagelaten schelpenverzameling van de overleden Joachim Friedrich Bolten catalogeerde en van Latijnse benamingen volgens het systeem van Linnaeus voorzag.
de naam van het geslacht werd afgeleid van chlamys een kledingstuk uit de klassieke oudheid.

## Soorten
- Chlamys albida (Arnold, 1906)
- Chlamys behringiana (Middendorff, 1849)
- Chlamys campbellicus Odhner, 1924
- Chlamys chosenica Kuroda, 1932
- Chlamys hastata (G. B. Sowerby II, 1842)
- Chlamys islandica (O. F. Müller, 1776)
- Chlamys mercuria Marwick, 1928 †
- Chlamys rubida (Hinds, 1845)